# Nickelodeon (película)
Nickelodeon (Así empezó Hollywood; en Venezuela, Vendedor de ilusiones) es una película estrenada en 1976, dirigida por Peter Bogdanovich y con actuación de Ryan O'Neal, Burt Reynolds y Tatum O'Neal. 

## Resumen
En 1914, Leo Harrigan (Ryan O'Neal), aspirante a abogado, acaba siendo contratado para escribir guiones de cine mudo y luego como director. Su amada se fuga con Buck Greenaway (Burt Reynolds) y Leo se muda a California donde asistirá al nacimiento de Hollywood, se verá perseguido por los matones que el Edison Trust envía para destruir a las productoras cinematográficas rivales, rodará toda clase de films y se tendrá una iluminación al ver en 1915 la premier de la obra seminal de D.W. Griffith titulada El nacimiento de una nación.

## Reparto
- Ryan O'Neal
- Burt Reynolds
- Tatum O'Neal
- Jane Hitchcock
- Brian Keith
- Stella Stevens
- John Ritter
- Brion James
- Sidney Armus
- Joe Warfield
- Lorenzo Music
- Jeffrey Byron
- Priscilla Pointer
- Philip Bruns
- Frank Marshall
- Harry Carey, Jr.
- James Best
- George Gaynes
- M. Emmet Walsh